# Jean II de Blois-Châtillon
Pour les articles homonymes, voir Jean de Châtillon.
Jean II (mort en 1381) est le deuxième fils de Louis Ier de Blois-Châtillon et de Jeanne de Beaumont, fille de Jean de Beaumont, et frère de Louis II, l'aîné, et de Guy II, le puîné. 

## Biographie
Son père est tué en 1346, lors de la bataille de Crécy. Comme ceux de ses frères, ses biens sont administrés par sa mère jusqu'en 1350.
Il est comte de Blois et de Dunois de 1372 à 1381, duc de Gueldre du droit de sa femme de 1372 à 1379, seigneur d’Avesnes, Landrecies, Trelon, la Goade, Schoonhoven, Tholen, etc.
Il succède au comte Louis II, son frère aîné, en 1372, et épouse, la même année, Mathilde de Gueldre, sœur de Renaud III, dit le Gros et d’Édouard, ducs de Gueldre, morts tous deux en 1371, et fille aînée de Renaud II, dit le Noir, duc de Gueldre et de Sophie Berthout († 1329), dame de Malines, sa première femme.
En vertu de ce mariage, Jean de Blois-Châtillon est proclamé aussitôt duc de Gueldre, par une faction (les Heeckerens) menée par l’évêque d’Utrecht, Arnold de Horn.
Mais Guillaume VII de Juliers, fils de Marie de Gueldre, sœur du second lit de Mathilde a été lui-même élu duc de Gueldre par une autre faction (les Bronckhorsters).
Aussitôt s’engage la guerre de succession de Gueldre, et Guillaume de Juliers, soutenu par Charles IV, roi de Bohême et empereur du Saint-Empire romain germanique, prend l’avantage.
En 1377, Jean de Châtillon est contraint d’abandonner Arnheim, où il a établi sa cour. En 1379, il transige avec Guillaume de Juliers, qui lui fait une pension annuelle pour la renonciation à ses droits.

## Descendance
Il ne laisse pas d’enfants de Mathilde de Gueldre, qui lui survit jusqu’en 1384.
Mais il laisse 2 fils bâtards de sa maîtresse Isabeau d’Isberghes:
- Jean Ier, chevalier, seigneur de Trélon en Hainaut,
- Guy, seigneur de Heften, en Zélande.

## Sources
- Histoire généalogique et héraldique des pairs de France: des …, Volume 11, P. 78, par Jean Baptiste Pierre Jullien de Courcelles
- les comtes de Blois-Châtillon